# Sylvesternacht
Sylvesternacht ist ein Einakter in Dialogform von Arthur Schnitzler. Es erschien erstmals in der Zeitschrift „Jugend“ 1901, Nr. 8.

## Handlung
In „Sylvesternacht“ geht es um eine Frau, die sich mit ihrem bürgerlichen Leben in der höheren Gesellschaftsschicht von Arthur Schnitzlers in Wien Anfang des 20. Jahrhunderts arrangiert hat. Sicherheit, Schmuck und Pelz hat sie der Flüchtigkeit des Glücks vorgezogen. Sie findet einen jüngeren Zuhörer, der die Vergangenheit zurückholt, ihre Erinnerungen lebendig werden lässt. Sie ist halb Mutter, halb mögliche Geliebte für den jungen Mann, mit dem sie allein am Fenster des eleganten Salons steht und auf die verschneiten Büsche und kahlen Bäume des Parks hinausschaut.

## Hintergrund
In vielen seiner Stücke zeigte Schnitzler das Zerbrechen des Menschen an der Konvention, an den Grenzen der bürgerlichen Moralvorschriften. Auch in „Silvesternacht“ (1900) wird das Spiel aus der Spannung zwischen Illusion und Desillusionierung entwickelt. „Sylvesternacht“ ist ein dramatisches Gespräch zwischen einem jungen Mann und einer verheirateten Frau, in dem sie von einer Freundin erzählt, welche die Freiheit der Sylvesternacht benutzt hat, um mit ihrem Geliebten in den Prater zu fahren, aber eine Stunde später bereits wieder bei ihren Gästen ist. Der junge Mann glaubt inzwischen, sie spreche in Wirklichkeit von sich, doch sie erwidert:
Agathe: Sie irren sich ganz gewiß. Im übrigen ist das ganz gleichgültig – ob eigene oder fremde Vergangenheit – es ist fern.
Emil: Aber es kann wiederkommen.
Agathe: Was fällt Ihnen ein. Nichts kommt wieder.
Die sinnenfrohen Menschen der Renaissance (im zeitgleich entstandenen Der Schleier der Beatrice) und die der Jahrhundertwende Schnitzlers haben in ihrer Individualität manches miteinander gemein: sie sind Genießer und sie träumen. „Darum gibt es nur Feste, solang man auch morgen jung ist“, heißt es in „Sylvesternacht“.

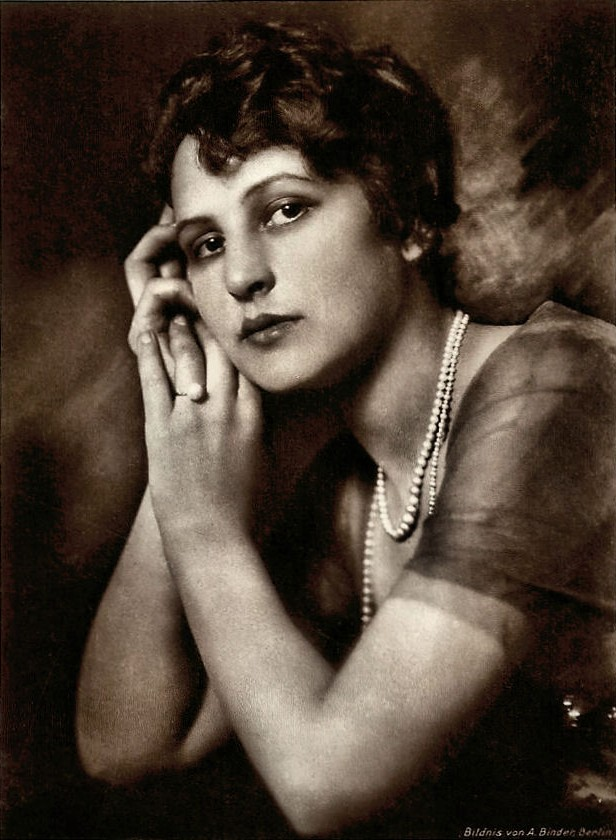
Dagny Servaes auf einer Fotografie von Alexander Binder

## Aufführungen
Die Uraufführung ist nicht dokumentiert. Das Stück erfuhr eine Aufführung 1926 unter der Regie von Paul Kalbeck in einem Silvester-Revueprogramm im Theater in der Josefstadt, mit Egon Friedell als Conferencier. Die Hauptrollen hatten Dagny Servaes und Hans Thimig.

## Rezension
Schnitzler zeigt hier das Ineinandergreifen von Wirklichkeit, Erinnerung und Geschichte auf, was er dann im Zyklus Marionetten noch deutlicher zum Ausdruck bringt, schrieb Max Haberich. „Seit er als Kind einen Schauspieler von der Bühne in die elterliche Loge heraufgrüßen gesehen hat, faszinieren ihn die verschwimmenden Grenzen der Wahrnehmung, wobei natürlich auch sein Interesse an der menschlichen Psyche eine Rolle spielt.“ Robert Waissenberger lobte, die Motive Erinnerung und Einbildung aus Episoden würden in „Silvesternacht“ (1900) brillant variiert.

## Verfilmung
Der Stoff wurde 1977 von Hajo Gies und Douglas Sirk unter dem Titel Silvesternacht – Ein Dialog als 18-minütiger Kurzfilm mit Hanna Schygulla und Christian Berkel in den Hauptrollen verfilmt.

## Buchausgaben
- Die dramatischen Werke. Frankfurt am Main: S. Fischer 1962.
- Der Schleier der Beatrice: Dramen 1899–1900.  Frankfurt am Main: Fischer Taschenbuch Verlag 1999 ISBN 978-3-596-11504-4